# 300.000
300.000 från 1972 är ett musikalbum av Jan Johansson med alla arrangemang gjorda av Jan Johansson. Titeln syftar på ljushastigheten 300 000 km/s.
Albumet återutgavs 1989 på cd av Megafon och 1994 av Heptagon.

## Låtlista
Musiken är skriven av Jan Johansson om inget annat anges.
1. Visa från Järna (trad) – 4:21
2. Kiswahili (trad) – 6:22
3. Willow Weep for Me (Ann Ronell) – 6:56
4. Staden mellan broarna – 11:18
5. St. Louis Blues (W. C. Handy) – 3:39
6. A + B – 6:24
7. 300 000 km/s – 5:49
8. Fortare men ändå inte fortare – 9:45

## Inspelningsdata
Studio 2, Radiohuset, Stockholm 22 augusti 1967 – spår 1, 2, 4, 7, 8
Studio 3, Radiohuset, Stockholm 25 mars 1968 – spår 3, 6
Studio 2, Radiohuset, Stockholm 8 juli 1968 – spår 5

## Medverkande
- Jan Johansson – piano (spår 1–6, 8), vibrafon (spår 6), preparerat piano (spår 7)
- Lennart Åberg – flöjt (spår 3), tenorsax (spår 6)
- Georg Riedel – bas (spår 1–4, 6, 8)
- Rupert Clemendore – trummor (spår 1–4, 8), slagverk (spår 2)
- Egil Johansen – trummor (spår 6)